# Saison 2009-2010 de la Jeunesse sportive de Kabylie
Maillots
Chronologie
Saison précédente Saison suivante
Cet article traite de la saison 2009-2010 de la JS Kabylie. Les matchs se déroulent essentiellement en Championnat d'Algérie (Nedjma D1), mais aussi en Coupe d'Algérie de football et Ligue des Champions de la CAF 2010.

## Bref rappel de la saison dernière (2008-2009)
La JSK était championne en titre lors du début de saison 2008-2009. Cette saison débuta le 7 août 2008, et se termina le 8 juin 2009. Elle fut légèrement particulière à cause de l'affaire du RC Kouba.
En effet, le 29 septembre 2008, la FAF apporte une modification importante dans son organisation à la suite de la décision finale qui a été prise par la LNF algérienne, la FAF, et après le verdict rendu par le TAS de Lausanne (alors que sept journées ont déjà été jouées) de réintégrer l'équipe du RC Kouba de façon définitive en modifiant le classement final des trois promus de deuxième division de la saison 2007-2008.
À titre exceptionnel, et en vue d'une modification du championnat en 2009 (passage à 18 clubs), la FAF a accepté de réintégrer le RC Kouba en tant que 17e club de Division 1 le 24 octobre 2008 et la ligue a officiellement émis un nouveau calendrier le 4 novembre 2008 intégrant le RCK.
Finalement au terme de la saison, le RC Kouba, malgré tous ses efforts ne parviendra pas à se maintenir et fera partie des deux relégués exceptionnelles pour cette saison.
À l'issue de ce championnat nous avons donc comme promus, le retour de deux anciens pensionnaires de première division historiques que sont le MC Oran et le WA Tlemcen ainsi que le deuxième club de la ville de Batna, le CA Batna.
Et comme relégués en Super D2 (deuxième division), la formation du RC Kouba qui fut promu grâce au verdict rendu par le TAS à Lausanne, et la formation de la ville de Saïda, le MC Saïda.
Le tenant du titre, la JS Kabylie terminera donc cette saison en dauphin, du double champion arabe, l'ES Sétif, lui-même ex dauphin de la saison (2007-2008) du titre des Canaris. Tous deux joueront la Ligue des Champions de la CAF.
Il faut savoir aussi que l'USM Alger, forte de sa cinquième place aurait pu participer à la prochaine Ligue Arabe des Champions, mais celle-ci sera annulée pour la saison (2009-2010) par l'UAFA. L'ASO Chlef troisième de ce classement, et le CR Belouizdad vainqueur de la Coupe d'Algérie sont qualifiés pour jouer la prochaine Coupe de la CAF.
Afin d'être complet nous pouvons ajouter également que l'ES Sétif, championne d'Algérie en titre, et le CR Belouizdad vainqueur de la Coupe d'Algérie de football, disputeront les compétitions nord-africaines des clubs. En effet, ces clubs joueront respectivement, en Coupe Nord-Africaine des Clubs Champions pour l'ES Sétif, et en Coupe Nord-Africaine des Vainqueurs de Coupes pour le CR Belouizdad.

## Spécificités de la saison (2009-2010)
Cette année, comme la saison passée, le champion au terme de l'exercice se verra donc attribuer le nouveau trophée du championnat d'Algérie de football de première division. Ce trophée, est un bouclier, une idée calquée sur le modèle de la bundesliga où le champion en titre se voit attribuer lui aussi un bouclier.
Pour la Coupe d'Algérie aussi, il s'agit d'un nouveau trophée, le même exemplaire dans un format plus petit sera attribué dans les catégories de jeunes qui se la disputeront.
Cette saison (2009-2010), se veut être un premier pas dans l'ère du professionnalisme et pour cela, pour la première fois de toute son histoire, la compétition dispose d'un sponsor unique. Il s'agit d'une compagnie de téléphonie mobile Nedjma, qui s'est vu le droit de sponsoriser les équipes du championnat, mais aussi de la Coupe d'Algérie.
Le Championnat d'Algérie de football de première division passe cette saison à dix-huit clubs, et devient donc le Championnat National Nedjma D1.
Un championnat d'Algérie Junior de football voit également le jour, afin de former les jeunes joueurs. Les U20 nationaux disputent le même calendrier que leurs ainés, et leur match se déroulent en lever de rideau de chaque match de D1.
Une nouvelle règle de la FAF et de la LNF, cette année arrête le nombre d'étrangers par clubs à deux seulement. Jusqu'à maintenant, chaque club avait le droit d'inclure dans leur effectif trois étrangers. Cette décision a été prise par les hautes instances du football algérien afin d'augmenter la compétitivité des joueurs algériens. On est loin de l'arrêt Bosman en Europe. Autre fait important, à partir de maintenant, les entraîneurs des clubs de première division se doivent d'inclure, dans leurs effectifs également, la présence de trois jeunes joueurs de leur centre de formation sous peine de sanctions, là aussi dans un souci de formation de joueurs algériens.
Autre particularité de cette saison, l'équipe nationale d'Algérie, les "Fennecs" se sont brillamment qualifiés pour la Coupe d'Afrique des Nations (CAN), et la Coupe du monde de football. Cette qualification est une donnée importante concernant le déroulement de cette saison car de nombreux clubs algériens seront privés de leurs joueurs durant la CAN, au mois de janvier 2010.
Et enfin, parmi les compétitions internationales disputées par les clubs algériens, la Coupe Arabe, n'aura pas lieu cette année. C'est le souhait des organisateurs qui s'aperçoivent que le calendrier international de cette année est très chargé.
Voilà donc le contexte dans lequel s'insère la JS Kabylie pour cette saison [2009-2010].

## Compétitions de la JSK à disputer cette saison
La JSK comme tous les clubs algériens de première division, joue plusieurs compétitions cette année. Théoriquement elle aurait pu participer si elle avait fini la saison passée première, à six compétitions possibles: le championnat d'Algérie de D1, la Coupe d'Algérie de football, la Supercoupe d'Algérie, la Coupe Nord-Africaine des Clubs Champions, La Ligue Arabe des champions et la Ligue des champions de la CAF.
Si elle avait remporté uniquement la Coupe d'Algérie, elle aurait pu jouer des compétitions internationales différentes. En effet, outre le championnat de D1, la Coupe d'Algérie et la Supercoupe d'Algérie; la JSK aurai pu jouer la Coupe de la CAF à la place de la Ligue des Champions de la CAF et la Coupe Nord-Africaine des Vainqueurs de Coupes à la place des clubs champions; mais pas de Coupe Arabe.
Une grosse cylindrée du championnat peut être donc amenée à jouer sur plusieurs fronts possibles. Néanmoins cette saison étant amputé de la Coupe Arabe, le champion en titre devrait pouvoir jouer cinq compétitions possibles.
Voyons ce qu'il en est pour la JS Kabylie, dauphin de la saison (2008-2009).

### Compétitions nationales
Au niveau national, les Canaris, bien qu'ils soient dauphins, ne peuvent disputer que le Championnat et la Coupe d'Algérie de football. Si l'ES Sétif, champion en titre, avait réalisé le doublé Coupe-Championnat, la Supercoupe d'Algérie aurait été disputée entre le champion et son dauphin.
Donc finalement la JS Kabylie jouera comme tous les autres clubs du championnat uniquement la Coupe et le Championnat au niveau national.
Elle commencera la phase aller du championnat, le 6 août 2009, face à la formation du CABBA. Quant à la Coupe d'Algérie, le tirage des trente-deuxièmes de finale, a désigné comme adversaire, la formation de l'USMM Hadjout, pensionnaire de deuxième division. En cas de victoire, elle rencontrera au prochain tour, le vainqueur du match entre l'ASA Protection Civile et ASC Ouergla.

### Compétitions internationales
La JS Kabylie est une habituée des compétitions internationales, elle dispute depuis un certain temps chaque année au moins, la coupe d'Afrique.
Cette saison, forte de son statut de vice-championne d'Algérie 2009, elle disputera la Ligue des Champions de la CAF, compétition promise aux deux premiers du classement.
Néanmoins, en dépit de mauvais résultats ces dernières années des clubs algériens en Ligue des Champions de la CAF, et de sa deuxième place en championnat, la JSK devra disputer un tour préliminaire cette saison.
Elle commencera la compétition face à une inconnue, l'équipe Armed Forces de Gambie. Si jamais elle remporte ce match, elle sera opposée au prochain match, au second tour, le vainqueur du match entre le Club Africain de Tunisie et SC Sahel du Niger, ce qui ne sera pas une mince affaire.

## Stades préparatoires
Pour sa préparation estivale, la JSK va disputer un stage de préparation au Maroc de deux semaines, suivit à son retour de quelques autres matchs de préparation avant la date de la première journée de championnat face au CABBA, le 6 août 2009.

### Stage au Maroc
La JS Kabylie va se séparer de nombreux joueurs durant ce mercato, c'est pratiquement toute une équipe qui est changé.
L'entraineur Jean-Christian Lang, qui a été conforté dans son poste après avoir terminé la saison [2008-2009] à la deuxième place du championnat, va donc devoir recomposer avec une équipe de jeunes et nouveaux joueurs.
Pour cela les dirigeants du club, avec à leur tête le président Mohand Cherif Hannachi, ont concocté un stage de préparation au Maroc à Casablanca, avec au programme quatre matchs amicaux face à des équipes marocaines.

### Match amicaux du stage
Il a été convenu au départ de disputer un match face à quatre équipes marocaines qui sont :
- le RA Casablanca, club de deuxième division marocaine, prévu le 16 juillet 2009,
- l'AS Salé de Rabat, club de première division marocaine, prévu le 18 juillet 2009,
- le Moghreb Tétouan, club de première division marocaine, prévu le 21 juillet 2009,
- et enfin l'Olympique Marrakech, club de deuxième division marocaine, prévu le 25 juillet 2009.

Pour son premier match de préparation le 16 juillet 2009, face au RA Casablanca à 17h, n'aura pas lieu. Le club casablancais se désistera pour ce match et sera remplacé par le club marocain de Tadla, nouveau promu de première division marocaine.
| Match Amical : Match 1 | JS Kabylie | 1-0 | Tadla |  |  |
| 16 juillet 2009 17:00  | Meftah 70e |     |       |  |  |

| Match Amical : Match 2 | RA Casablanca | 0-2 | JS Kabylie                      |  |  |
| 18 juillet 2009 15:30  |               |     | Braham-Chaouch 22e · Aoudia 32e |  |  |

| Match Amical : Match 3 | Wydad Athletic Club | 1-3 | JS Kabylie                                 |  |  |
| 23 juillet 2009 17:00  | ???                 |     | Hamiti 5e · Braham-Chaouch 36e · Azuka 75e |  |  |

| Match Amical : Match 4 | Difaâ d'El Jadida | 1-2 | JS Kabylie                |  |  |
| 25 juillet 2009 17:00  | ??? 44e           |     | Azuka 45e · Coulibaly 70e |  |  |

Finalement, quatre matchs amicaux seront disputés mais pas ceux qui étaient programmés. Finalement, la JSK aura gagné ses quatre matchs de la saison face à ces quatre équipes marocaines que sont : Tadla, le RA Casablanca, le Wydad Athletic et le Difaâ d'El Jadida.

### Match de préparation de début de championnat
Les dirigeants kabyles, après le sans faute obtenu durant le stage au Maroc, ont demandé à jouer un cinquième match de préparation face au deuxième club de la wilaya de Bejaïa, le MO Bejaïa, pensionnaire de deuxième division algérienne.
| Match Amical : Match 5 | JS Kabylie                                 | 3-2 | MO Béjaïa            |  |  |
| 1er août 2009 17:00    | Aoudia 25e · Yahia-Cherif 58e · Meftah 75e |     | Ziad 38e · Manni 60e |  |  |

Les Canaris terminent donc leur préparations de la meilleure des manières possibles en ayant accompli un cinq sur cinq parfait, en match amicaux ; de bon augure donc pour le championnat suivant qui débutait le 6 août 2009.

## Matchs amicaux durant la trêve international
Afin de rester compétitif en championnat, la JSK réalisera également trois autres rencontres amicales programmées contre l'équipe de l'USM blida, puis le NAHD et enfin contre l'équipe national A'.
Voyons que fut le résultat de ses rencontres amicales :
| Match Amical : Match 6 | JS Kabylie | 0-0 | USM Blida | Stade du 1er novembre 1954 (Tizi Ouzou) |
| 15 octobre 2009 10:00  |            |     |           |                                         |

| Match Amical : Match 7 | JS Kabylie | 0-0 | NA Hussein Dey | Stade du 1er novembre 1954 (Tizi Ouzou) |
| 17 octobre 2009 10:00  |            |     |                |                                         |

| Match Amical : Match 8 | JS Kabylie                                         | 3-1 | EN A'      | Stade du 1er novembre 1954 (Tizi Ouzou) |  |
| 19 octobre 2009 15:00  | Azuka 70e · Aoudia 76e · Braham-Chaouch 80e (pen.) |     | Derrag 30e |                                         |  |

Cette série de trois matchs amicaux s'est soldée par deux matchs nuls et une victoire, un bilan positif, qui nous donne un résultat complet des matchs amicaux de six victoires et deux nuls.
À la suite du résultat négatif du match du Caire de la sélection algérienne de football, s'étant soldé par un score de deux buts à zéro, une rencontre d'appui décidée par la CAF et la FIFA, a lieu le samedi 14 novembre 2009, afin de départager ces deux formations pour le dernier ticket africain au mondial de football.
Durant ce laps de temps, les dirigeants de la JSK ont programmé un autre match amical face à la sélection nationale des joueurs locaux, appelée équipe nationale A'.
Voyons quel fut le résultat de ce match :
| Match Amical : Match 9 | EN A'                  | 2-1 | JS Kabylie | Stade de Rouiba Alger |  |
| 12 novembre 2009 15:00 | Ziaya 16e · Metref 25e |     | Azuka 88e  |                       |  |

Il s'agissait ici, du neuvième match amical de la JSK cette saison, qui malheureusement s'est soldé par une défaite. C'est la première défaite en match amical des Canaris cette saison, donnant pour bilan provisoire, une série de six victoires, deux nuls et une défaite en matchs amicaux, en attendant le stage de la trêve hivernale où d'autres rencontres seront programmées.

### Stage hivernal de préparation
Comme pour l'inter-saison, la direction du club kabyle a choisi le Maroc pour y effectuer son mini-stage de préparation lors de cette trêve. C'est dans le même endroit, c'est-à-dire le centre de Casablanca que les Canaris vont se regrouper de nouveau afin de se ressourcer et de se préparer pour les nombreux défis qui les attendent lors de cette phase retour, surtout la Ligues des Champions africaine.
En attendant l'arrivée d'un nouvel entraîneur, c'est le duo Karouf-Amrouche qui s'occupera de préparer l'équipe. Il faut dire que ce duo a réussi à replacer la JSK dans le podium en attendant de voir mieux au niveau du jeu. Pour ce stage, la JSK bénéficiera de l'arrivée de trois nouvelles recrues, il s'agit de Idriss Ech Chergui Nîmes Olympique, Mohamed Seguer ES Sétif et Chemseddine Nessakh ASM Oran. Un renfort qui devrait donner plus de ferveur au secteur offensif qui a souffert ces derniers temps d'une grande inefficacité. En contrepartie, quatre joueurs ont été libérés par la direction kabyle, il s'agit de Karim Braham Chaouch, Lyes Boukria, Khaled Makhloufi et Mohamed Abdelaziz Tchikou.
D'un autre côté, ce stage verra l'absence des internationaux du club, Saïd Belkalem avec l'équipe nationale espoirs, Abdennour Cherif El Ouazzani, Saâd Tedjar, Sid Ali Yahia Cherif et Mohamed Seguer avec l'équipe nationale A'. Ces derniers devraient participer avec l'entraineur national Abdelhak Benchikha à un stage qui se déroulera en Turquie entre le 3 et 13 janvier en prévision de la CHAN 2011. L'absence de ces cinq éléments, et pas des moindres, perturbera à coup sûr le plan du travail du staff technique kabyle.
À signaler que le stage durera dix jours, il commencera à partir de ce vendredi 1er janvier, et s'étalera jusqu'au 10 de ce même mois. On rappellera également que le prochain match des Canaris est prévu pour le vendredi 16 janvier contre le CABBA à Tizi Ouzou. Ce match rentrera dans le cadre de la 1re journée de la phase retour du championnat national.
Deux matchs amicaux seront disputés lors de cette mini trêve, un contre l'homonyme tunisienne de la JSK : la Jeunesse sportive kairouanaise le 6 janvier 2010 et l'autre contre l'ASO Chlef le 8 janvier 2010.
Le premier match amical de la JSK qui devait avoir lieu contre son homologue tunisienne de Kairouan, n'aura pas lieu. Le club se désistera au dernier moment, pour ce match, mais une équipe marocaine du nom de KAC de Kénitra, évoluant en première division marocaine et entraîner par l'argentin Oscar Fullone ex entraineur de l'USM Alger, disputera ce match contre la JSK à sa place.
Petites anecdotes sur cette rencontre : pour se rendre sur le terrain du match, la JSK a reçu l'aide du Wydad de Casablanca club de la ville en lui prêtant son bus. À leur arrivée sur le terrain, plus de cinq mille supporters locaux sont venus soutenir leur équipe ce qui est assez exceptionnel pour une rencontre amicale. La JSK a reçu également des fleurs de la part des Marocains, et des félicitations pour ce qu'a fait la sélection algérienne en scandant des slogans de l'équipe nationale One, two, three, viva l'Algérie !.
| Match Amical : Match 10 | KAC de Kénitra | 0-1 | JS Kabylie     |  |  |
| 6 janvier 2010 17:00    |                |     | · Akkouche 85e |  |  |

Finalement, il n'y aura eu qu'un seul match amical durant ce stage de préparation hivernal au Maroc. Le match prévu contre l'ASO Chlef le vendredi 8 janvier 2010, n’aura finalement pas lieu, à la suite du désistement de ce dernier.
Pour finir avec ce stage, en bouclant son dixième match amical, cela donne comme résultats de sa série de dix matchs amicaux depuis le début de la saison, sept victoires, deux nuls et une défaite.
L'équipe de la JSK rentrera directement du stage vers le pays, et se contentera que d'un seul match amical pour préparer au mieux la reprise du championnat de D1 prévu le 16 janvier 2010 à domicile face au CABBA, à domicile.

## Marchés des transferts

### Mercato estival 2009
La JSK a été très active durant ce mercato, pour preuve pas moins de treize (13) arrivées, et onze (11) départs. Voici un résumé complet du mercato :

#### Arrivées
- Samir Hadjaoui depuis l'ES Setif[7].
- Mohamed Ziti depuis l'ES Setif[7]
- Farid Hamlil depuis l'US Tizi Ouzou[7]
- Abdennour Cherif El Ouazzani depuis le MC Oran[7]
- Sid Ali Yahia Cherif depuis le RC Kouba[7]
- Karim Braham Chaouch depuis le MSP Batna[7]
- Mohamed Amine Aoudia depuis l'USM Annaba[7]
- Farès Hemitti depuis l'USM Blida[7]
- Saâd Tedjar depuis le Paradou AC[7]
- Mohamed Abdelaziz Tchikou depuis le NARB Réghaïa[7]
- Khaled Makhloufi depuis l'ES Oued Amizour[7]
- Lyes Saïdi depuis l'ORB Akbou[7]
- Yassine Akkouche depuis l'ORB Akbou[7]

#### Départs
- Fawzi Chaouchi vers l'ES Setif[7]
- Cherif Abdeslam vers l'USM Annaba[7]
- Adlène Bensaïd vers l'USM Annaba[7]
- Tayeb Berramla vers le MC Oran[7]
- Mohamed Derrag vers le MC Alger[7]
- Hocine Achiou vers l'USM Alger[7]
- Nabil Hamouda vers le CA Batna[7]
- Yassine Amaouche vers le MSP Batna[7]
- Ayache Belaoued vers le MC Saïda[7]
- Mohamed Boussoufiane vers le NA Hussein Dey[7]
- Nabil Bellat vers le Hassania d'Agadir[7]

### Mercato hivernal 2009-2010

#### Transferts
- Arrivées
  - Idriss Ech Chergui[8] depuis Nîmes Olympique
  - Mohamed Seguer[9] depuis ES Setif
  - Chemseddine Nessakh[10] depuis l'ASM Oran
- Départs
  - Karim Braham Chaouch[11] (libre)>  (NA Hussein Dey) 
  - Khaled Makhloufi[11] (libre)>  (MO Béjaïa) 
  - Lyes Boukria[11] (libre)>  (CR Belouizdad) 
  - Mohamed Abdelaziz Tchikou[11] (libre)>  (USM El Harrach) 
  - Nassim Dehouche (contrat résilié) >  (JSM Béjaïa)

## Effectif Pro 2009/2010

### Équipe Type
- Le Banc
  - Nabil Mazari
  - Farid Bellabes
  - Mohamed Ziti
  - Lamara Douicher
  - Farès Hemitti
  - Mohamed Amine Aoudia

## Championnat d'Algérie
Afin de mieux présenter les matchs officiels de la JSK cette saison, en championnat, nous allons détailler tous les matchs de l'équipe suivant deux parties. La phase aller du championnat tout d'abord, puis la phase retour du championnat.

### Résultats
Phase aller
Classement mi-saison
Phase retour

### Classement final
Voici le classement du Championnat d'Algérie de football 2009-2010 à la 34e et dernière journée:
| Rang | Équipe                | Pts | J  | G  | N  | P  | Bp | Bc | Diff |
| ---- | --------------------- | --- | -- | -- | -- | -- | -- | -- | ---- |
| 1    | MC Alger C            | 66  | 34 | 18 | 12 | 4  | 50 | 23 | +27  |
| 2    | ES Sétif T CdA        | 63  | 34 | 17 | 12 | 5  | 51 | 32 | +19  |
| 3    | JS Kabylie V          | 54  | 34 | 15 | 9  | 10 | 39 | 27 | +12  |
| 4    | USM Alger             | 53  | 34 | 14 | 11 | 9  | 47 | 33 | +14  |
| 5    | USM El Harrach        | 52  | 34 | 13 | 13 | 8  | 47 | 35 | +12  |
| 6    | JSM Béjaïa            | 52  | 34 | 13 | 13 | 8  | 38 | 28 | +10  |
| 7    | USM Annaba            | 49  | 34 | 12 | 13 | 9  | 40 | 35 | +5   |
| 8    | WA Tlemcen P          | 49  | 34 | 13 | 10 | 11 | 44 | 42 | +2   |
| 9    | CA Bordj Bou Arreridj | 461 | 34 | 13 | 10 | 11 | 41 | 45 | -4   |
| 10   | AS Khroub             | 45  | 34 | 12 | 9  | 13 | 37 | 45 | -8   |
| 11   | ASO Chlef             | 43  | 34 | 12 | 7  | 15 | 38 | 41 | -3   |
| 12   | CR Belouizdad         | 43  | 34 | 11 | 10 | 13 | 36 | 39 | -3   |
| 13   | MC El Eulma           | 43  | 34 | 11 | 10 | 13 | 33 | 36 | -3   |
| 14   | USM Blida             | 43  | 34 | 11 | 10 | 13 | 29 | 33 | -4   |
| 15   | MC Oran P             | 41  | 34 | 10 | 11 | 13 | 33 | 42 | -9   |
| 16   | CA Batna P            | 37  | 34 | 10 | 7  | 17 | 27 | 40 | -13  |
| 17   | MSP Batna             | 24  | 34 | 5  | 9  | 20 | 23 | 53 | -30  |
| 18   | NA Hussein Dey        | 19  | 34 | 3  | 10 | 21 | 22 | 49 | -27  |

1 : 3 points de pénalité pour le CA Bordj Bou Arreridj.

### Statistiques des matchs
Si les intentions des dirigeants du club au début de la saison étaient de viser haut et fort, sur le terrain, il en était autre chose. Malgré le retour du technicien français Jean-Christian Lang (après un court départ) les choses ne se sont pas passées comme l’aurait souhaité la majorité des supporters kabyles. En fait, le début de cette saison n’a guère été différent de ceux vécus ces quelques dernières années. Le club a directement commencé son parcours 2009/2010 par une défaite à Bordj Bou Arreridj face au CABBA.

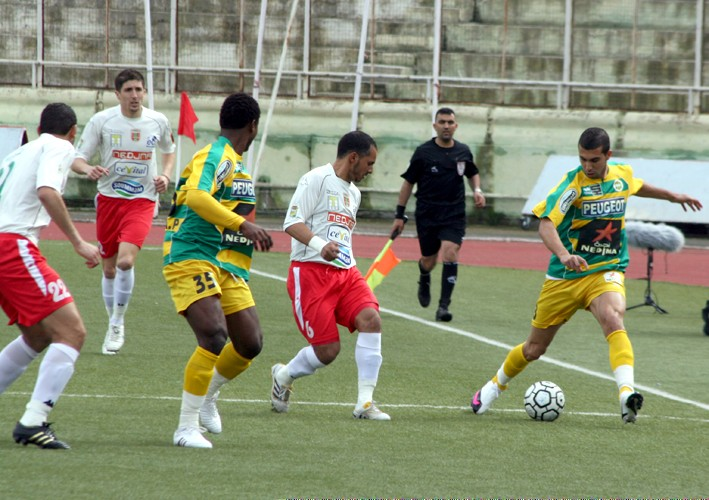
Match JS Kabylie-JSM Béjaïa du 27 2 2010 au Stade du 1er novembre.

Par la suite, le club kabyle ne va pas réussir à se classer parmi les cinq premiers après cinq journées. Et il figurera à la 13e place. Ceci engagera une vive polémique entre le président Hannachi et l'entraineur JC Lang concernant la forme physique des joueurs, puisque Hannachi accusera directement l'entraîneur de n’avoir pas su conserver la forme optimale de ses joueurs.
Cette situation durera jusqu’à la 11e journée qui verra la JSK perdre son match en déplacement contre le CRB au stade du 20 aout (match joué à huis clos). Juste après cette défaite, Hannachi décide de renvoyer l’entraineur JC-Lang, laissant le club à la 13e place.
Lang parti, c’est au duo Karouf (ancien joueur du club et entraineur des U20) et Amrouche que reviendra la lourde tâche de redresser la situation du club. La suite sera un peu meilleure puisque, la JSK ne perdra qu'un seul match (match retard contre l’ES Setif à Sétif) sur tous les matchs joués en championnat. La JSK réussira même à se coller à la tête du championnat avec une deuxième place (en attendant que les autres équipes jouent leurs matchs en retard).
Donc en dix-sept rencontres, on peut constater plusieurs choses :
- Premièrement le gros des victoires de la JS Kabylie est à domicile. En effet sur les neuf rencontres disputés à domicile, huit ont été des victoires.
- Deuxièmement le gros des défaites pour cette phase aller est à l'extérieur. Cinq rencontres de championnat à l'extérieur pour cinq défaites.
- Et enfin le gros des matchs nuls des canaris dans cette première partie de saison se situe à l'extérieur. Trois rencontres à l'extérieur se sont soldées sur un score de parité pour seulement une à domicile.

Cela signifie donc que la JS Kabylie n'est redoutable et performante qu'à domicile. Il lui manque un match référence à l'extérieur pour enchainer une bonne série de victoires dans l'optique de la première place du classement et donc du titre. Il y a fort à parier que si cela ne s'améliore pas à l'extérieur tout en restant irréprochable à domicile, la JSK ne terminera pas championne; il lui faut donc progresser.

### Sanctions et disciplines
La plupart des clubs ont été sanctionnés durant cette phase de championnat soit par des cartons infligés aux joueurs, soit par des huis clos. Voyons donc ce qu'il en est pour la JSK :
- Premièrement les cartons jaunes, la JSK a pour le moment pas moins de vingt-deux cartons jaunes.
- Deuxièmement les cartons rouges, la JSK a eu deux cartons rouges, pour le moment.
- Pour terminer, la JSK, à la suite de la fin de match houleuse face à l'ASO Chlef, se verra attribuer par le comité de discipline deux matchs à huis clos. Quant à son joueur expulsé durant la partie, Belkalem Essaïd, il se voit attribuer pas moins de sept matchs de suspension, ce qui est énorme, pour ne pas dire un triste record dans l'histoire de la JSK.
- Le 23 décembre 2009, la LNF décide de diminuer la sanction de Saïd Belkalem à seulement deux matchs, ce qui lui permettra de refouler la pelouse lors du match face au CA Bordj Bou Arreridj, puisqu'il a épuisé les deux matchs de suspension face au CA Batna en Nedjma D1 et face à l'USMM Hadjout en coupe d'Algérie[18].

### Statistiques des joueurs
| No.       | Nat.                 | Player               | Pos.      | N 1 | AC | CL 1 | TOTAL |
| --------- | -------------------- | -------------------- | --------- | --- | -- | ---- | ----- |
|           | Drapeau de l'Algérie | Sid Ali Yahia-Chérif | FW        | 10  | 0  | 1    | 11    |
|           | Drapeau de l'Algérie | Mohamed Amine Aoudia | FW        | 4   | 2  | 3    | 9     |
|           | Drapeau de l'Algérie | Farès Hamiti         | FW        | 6   | 0  | 2    | 8     |
|           | Drapeau du Nigeria   | Izu Azuka            | FW        | 3   | 3  | 0    | 6     |
|           | Drapeau de l'Algérie | Saad Tedjar          | MF        | 3   | 1  | 0    | 4     |
|           | Drapeau de l'Algérie | Yassine Akkouche     | FW        | 3   | 0  | 0    | 3     |
|           | Drapeau de l'Algérie | Mohamed Rabie Meftah | DF        | 2   | 0  | 1    | 3     |
|           | Drapeau de l'Algérie | Mohamed Seguer       | FW        | 1   | 0  | 1    | 2     |
|           | Drapeau de l'Algérie | Idriss Ech-Chergui   | MF        | 1   | 0  | 1    | 2     |
|           | Drapeau du Mali      | Idrissa Coulibaly    | DF        | 2   | 0  | 0    | 2     |
|           | Drapeau de l'Algérie | Essaïd Belkalem      | DF        | 1   | 0  | 1    | 2     |
|           | Drapeau de l'Algérie | Farid Bellabes       | DF        | 1   | 1  | 0    | 2     |
|           | Drapeau de l'Algérie | Tayeb Maroci         | MF        | 1   | 0  | 0    | 1     |
|           | Drapeau de l'Algérie | Mohamed Khoutir Ziti | DF        | 1   | 0  | 0    | 1     |
|           | Drapeau de l'Algérie | Nassim Oussalah      | DF        | 0   | 0  | 1    | 1     |
|           | Drapeau de l'Algérie | Chemseddine Nessakh  | DF        | 0   | 1  | 0    | 1     |
| Own Goals | Own Goals            | Own Goals            | Own Goals | 0   | 0  | 0    | 0     |
| Totals    | Totals               | Totals               | Totals    | 39  | 8  | 10   | 57    |

## Coupe d'Algérie 2009-2010
Parcours en Coupe d'Algérie
Buteurs en Coupe d'Algérie
1. Izu Azuka : 3 buts
2. Mohamed Amine Aoudia : 2 buts
3. Chemseddine Nessakh : 1 but
4. Saâd Tedjar : 1 but
5. Farid Bellabes : 1 but

## Ligue des Champions de la CAF 2010
Parcours en Ligue des Champions
Buteurs en coupes africaines
1. Mohamed Amine Aoudia : 3 buts.
2. Farès Hemitti : 3 buts.
3. Sid Ali Yahia Cherif : 1 but.
4. Idriss Ech Chergui : 1 but.
5. Nassim Oussalah : 1 but.
6. Mohamed Meftah : 1 but.
7. Mohamed Seguer : 1 but.
8. Said Belkalem : 1 but.
9. Mohamed Ziti : 1 but.
10. Saâd Tedjar : 1 but.
11. Izu Azuka : 1 but.
12. Nabil Yalaoui : 1 but.

## Catégories de jeunes de la JSK

### Juniors de la JSK
Les Juniors de la JSK représentent la plus haute catégorie de jeunes du club, ce sont l'équivalent des espoirs. Depuis la professionnalisation du championnat, la LNF et la FAF ont réformé entièrement le système concernant les jeunes. Les catégories espoirs ont donc maintenant leur propre championnat d'Algérie de football. Il est calqué sur le même modèle que les séniors. Durant une saison, ils observent les mêmes matchs que leurs ainés, suivant le même calendrier, mais opposé à leur homologue de l'autre équipe. Il s'agit donc du championnat d'Algérie U20 de football, différent dans les championnats en Europe, qui ont un championnat U19.
Autre compétition que cette catégorie dispute, c'est la Coupe d'Algérie Junior de football, une institution en catégorie de jeunes. C'est un trophée majeur du football algérien en catégorie de jeunes, équivalente en France à la Coupe Gambardella.
Voyons donc que fut le parcours des juniors de la JSK en compétition de jeunes.

#### Parcours en Championnat d'Algérie U20 de football
Les Juniors de la JSK ont le même calendrier que leurs ainés et les rencontres de leur championnat ont tous lieu en lever de rideau des rencontres du championnat sénior.
Nous n'allons pas ici détailler les matchs de l'équipe Junior par manque d'informations complémentaires, mais seulement donner le classement final de cette section au terme de la saison 2009-2010.
Alors que la phase « Aller » du championnat vient de se terminer, les joueurs de l'équipe A de la JSK ne sont pas les seuls à occuper le podium au classement général puisque les U20 dirigés également par Mourad Karouf et son assistant Ali Kadri, leur emboitent le pas et finissent la première partie du championnat à la 3e place.
Les camarades du capitaine Lamhene ont réalisé un parcours exceptionnel depuis le début du championnat notamment après avoir enchainé 6 victoires de suite face respectivement aux MSPB, MCEE, USMAn à domicile ainsi que face aux CRB, USMA et USMB à l'extérieur avant d'être stoppés dans leur ascension par l'ESS à Sétif. C'est dire que les U20 carburent à plein régime et comptent viser le titre d'ici la fin de la saison, au pire terminer dans l'une des trois premières places du classement.
- Classement final de la JSK U20:

#### Parcours en Coupe d'Algérie junior de football
Contrairement au championnat, la Coupe d'Algérie Junior à son propre tirage. Les Juniors de la JSK rencontrent des équipes différentes que leurs ainés.
Nous allons détailler le parcours en Coupe d'Algérie, voyons ce qu'il en est: